# エスケイジャパン
株式会社エスケイジャパン（SK JAPAN Co., LTD.）は、大阪府大阪市に所在する企業。ゲームセンター向け景品の企画・製造販売が主力である。ラウンドワンの持分法適用会社。
なお、福岡県筑紫野市にある家電メーカーのエスケイジャパン株式会社とは無関係である。

## 沿革
- 1989年12月 - 株式会社エスケイジャパン設立。
- 1999年8月 - 大阪証券取引所新市場部上場。
- 2001年9月 - 大阪証券取引所2部指定替え。
- 2003年3月 - 東京証券取引所2部上場。
- 2004年9月 - 東京、大阪証券取引所1部指定替え。
- 2005年7月 - 株式会社ナカヌキヤを設立し、中川無線電機よりナカヌキヤ店舗の運営を譲受。
- 2013年2月 - 株式会社ナカヌキヤを清算し、リテイル事業から撤退。
- 2014年4月 - 八百博徳が代表取締役社長に就任。
- 2016年3月 - 株式会社サンエスおよび株式会社ケー・ディー・システムを株式会社エスケイジャパンに吸収合併。
- 2016年11月 - 福岡市博多区比恵町に福岡営業所を移転。
- 2017年1月 - 東京都江東区東陽に東京本社を移転。
- 2017年9月 - 大阪市中央区南船場に大阪本社を移転。
- 2020年1月 - 中華人民共和国北京市に愛斯凱杰（北京）文化伝播有限公司を設立。
- 2021年11月 - ラウンドワンが久保千晶と久保泰子から株式の一部を取得し、ラウンドワンの持分法適用会社となる[2][3]。

## 関連企業

### かつての関連企業
- 株式会社ナカヌキヤ
- 株式会社サンエス（キャラクター・ファンシー事業部に統合）
- 株式会社ケー・ディー・システム（キャラクター・ファンシー事業部に統合）